# Pedrocortesella kanangra
Pedrocortesella kanangra är en kvalsterart som beskrevs av Hunt 1996. Pedrocortesella kanangra ingår i släktet Pedrocortesella och familjen Licnodamaeidae. Inga underarter finns listade i Catalogue of Life.